# يان ليبافسكي
يان ليبافسكي (مواليد 2 يوليو 1985) سياسي تشيكي ومدير تكنولوجيا معلومات، يشغل منصب وزير خارجية جمهورية التشيك منذ ديسمبر 2021، في حكومة بيتر فيالا. كان عضوًا سابقًا في حزب القراصنة التشيكي، وعضوًا في مجلس النواب من أكتوبر 2017 إلى أكتوبر 2021.

## الحياة المبكرة والتعليم
تخرج ليبافسكي من كلية العلوم الاجتماعية بجامعة تشارلز بدرجة البكالوريوس في دراسات المناطق. وخلال دراسته، التحق بجامعة كينت من خلال برنامج إيراسموس.

## المسيرة السياسية

### عضو في البرلمان
في الانتخابات البرلمانية التشيكية لعام 2017، انتُخب ليبافسكي لعضوية مجلس النواب عن حزب القراصنة التشيكي. كما ترشح في الانتخابات البرلمانية لعام 2021، لكنه لم يُنتخب.

### وزير الخارجية
ومع ذلك، بعد انتخابات عام 2021، تم تعيين ليبافسكي وزيرًا للخارجية في حكومة بيتر فيالا، على الرغم من معارضة الرئيس ميلوش زيمان.
وفي أول تصريح صحفي له كوزير للخارجية، صرح ليبافسكي بأن أولوياته السياسية ستكون تحسين سمعة جمهورية التشيك الدولية في مجال حقوق الإنسان، والتزامات التحالف، والشراكات الدولية:
يدعو بيان برنامج الحكومة إلى العودة إلى سياسة خارجية قائمة على القيم، واستعادة سمعة جمهورية التشيك كدولة مناصرة لحقوق الإنسان. ومن الخطوات الملموسة لتنفيذ ذلك، على سبيل المثال، تقديم ما يُسمى بقانون ماغنيتسكي، الذي سيضمن تطبيقًا أفضل لحماية حقوق الإنسان. يجب أن نكون دولة قوية ومستقلة، وشريكًا متساويًا وموثوقًا به. يكمن مفتاح نجاحنا في تعزيز روابطنا التحالفية، وتعزيز مكانتنا في الاتحاد الأوروبي وحلف شمال الأطلسي (الناتو). ويجب أن تخضع العلاقات مع روسيا والصين لمراجعة شاملة. وفي الوقت نفسه، من الضروري التحضير لرئاسة مجلس الاتحاد الأوروبي، التي ستتولى جمهورية التشيك رئاستها في منتصف العام المقبل.— يان ليبافسكي, في في أول تصريح له كوزير للخارجية
 ،
اختار ليبافسكي السفير السابق لدى الكويت، مارتن دفورجاك، نائبًا سياسيًا له في وزارة الخارجية. كانت رحلته الأولى إلى الخارج إلى سلوفاكيا في 20 ديسمبر 2021.